# Giovanni Petrucci (politico)
Giovanni Petrucci (Palermo, 2 agosto 1898 – 17 luglio 1977) è stato un politico italiano, deputato della Repubblica italiana nella I, II e III legislatura.

## Biografia
Laureato in ingegneria, è funzionario pubblico. Impegnato in politica con la Democrazia Cristiana, alle elezioni politiche del 1948 viene eletto alla Camera dei deputati, confermando il proprio seggio a Montecitorio anche nel 1953 e nel 1958. Termina il mandato parlamentare nel 1963.
Muore il 17 luglio 1977, due settimane prima di compiere 79 anni.